# Cum nuper
Cum nuper ist eine Enzyklika von Pius IX. Er wandte sich am 20. Januar 1858 an die Bischöfe des Königreichs beider Sizilien und brachte seine „Sorge um die Kleriker“ zum Ausdruck.
Der Papst bedankte sich zunächst für den Brief, den er Weihnachten 1857 von den Bischöfen erhalten habe und lobt deren Treue und Pflichterfüllung, dieser Brief habe ihn schließlich zu dieser Enzyklika veranlasst. Des Weiteren bedauerte er das schreckliche Erdbeben und bedankte sich bei König Ferdinand II. für die geleistete Finanzhilfe. Im erweiterten Sinne betrachtet der Papst diese schreckliche Katastrophe als eine Prüfung und Sanktion Gottes und er verwies auf die zurückliegenden Korruptionen und Missbräuche hin, an denen auch Teile des Klerus beteiligt gewesen sein sollten.
Im nachfolgenden Text stellte er quasi einen Ehrenkodex für die Kleriker auf, er erinnerte an die apostolischen Pflichten und den übertragenen heiligen Auftrag für alle Priester sowie an die Einhaltung der Glaubenslehren. Er forderte die Geistlichen zu Ehrlichkeit, Frömmigkeit und Umsicht auf und trug ihnen auf, sich um die Betreuung der ihnen anvertrauten Seelen zu kümmern. Besonders stellte er die christliche Erziehung und Ausbildung der jungen Menschen in den Vordergrund und verwies nochmals eindringlich auf die Einhaltung der kanonischen Bestimmungen; und dazu gehöre auch die Ergänzung an Weihbischöfen, an geeigneten Bischöfen sowie die Durchführung von Bischofssynoden.